# Rockaway Park Line
La Rockaway Park Line i la Rockaway Park Shuttle és una línia i servei de tipus llançadora del Metro de Nova York, als Estats Units d'Amèrica. Existeixen tres rutes llançadora, totes força curtes i simbolitzades amb la lletra S. A diferència d'altres serveis del Metro de Nova York, les llançadores transcorren tota l'estona per la mateixa línia.
La llançadora de Rockaway Park enllaça les estacions de Broad Channel i Rockaway Park-Beach 116th Street.